# Hans Severin
Hans Severin (død 1679). Friskyttekaptajn. Født enten i Ysted (Ystad), Børringe (Börringe) eller Skibberup (Skivarp); oplysningerne herom varierer. Hans fødselsnavn var Hans Sørensen og hans far var bonde i Skivarp. Hans Severin var en af de titusinder af skåninger, som efter 1658 blev tvangsudskrevet og blev afskibet til Baltikum og Pommern for at slås i svenskernes hær. Det lykkedes dog mange at flygte, og en af dem var Hans Severin. Under den skånske krig tog han til Danmark og tjenstgjorde først ved et dansk dragonregiment. Derefter søgte Severin hos general Arenstorff om en ny tjeneste og fik, fordi han var skåning, til opgave at organisere et friskyttekompagni i Skåne.
Severin fik en løjtnantsgrad og sluttede sig til Dreyers friskyttekompagni, der havde hele det sydlige Skåne som operationsområde. Den danske generalmajor Hans Wilhelm von Meerheim lod ham arrestere i april 1678 sammen med en række andre friskytter. Severin blev dog snart frigivet igen og forfremmet til kaptajn og fik i november til opgave at udruste og lede Børringeklosters friskyttekompagni. I november 1678 er han registrered som kaptejn for "die Troupen der freishützen" i "Malmøe lehn".  
I begyndelsen af 1679 havnede Hans Severin i kløerne på den såkaldte snaphanejæger krigskommissær Sven "Banketröja" Erlandsson, og dermed var hans liv til ende. Meerheim bad svenskerne at redde hans liv og organiserede også et baghold for at fri ham men en svensk militærdomstol dømte Hans Severin "att spetsas levande, inte invärtes; utan mellan rygg och hud igenom nacken, sedan sättas på pålen, fötterna naglade och händerna bakbundna under en ny galge, med rep om halsen, icke tilldraget. Hans namn slås på galgen.".
I et brev dateret februar 1679 meddelte amtmanden i Landscrone Knud Thott sin herre og konge Christian 5. om kaptajn Hans Severins frygtelige død. Den svenske konge rapporterede, at Severin havde så vigtige papirer med sig, at det kun kunne nævnes i kryptering. 